# Список послов России в Парме
В статье представлен список послов России в Парме, Пьяченце и Гвасталле.

## Хронология дипломатических отношений
- 10 июня 1823 г. — установлены дипломатические отношения между Россией и Герцогством Парма, Пьяченца и Гвасталла. Осуществлялись через российскую миссию в Турине (Сардиния).
- 19 марта 1853 г. — дипломатические отношения разорваны.

## Список послов
| Срок полномочий                  | Посол                             | Годы жизни | Комментарии                   |
| -------------------------------- | --------------------------------- | ---------- | ----------------------------- |
| 10 июня 1823 — 13 июня 1827      | Георгий Дмитриевич Моцениго       | 1764—1839  | Посланник по совместительству |
| 24 июля 1827 — 31 декабря 1831   | Иван Илларионович Воронцов-Дашков | 1790—1854  | Посланник по совместительству |
| 31 декабря 1831 — 19 апреля 1838 | Александр Михайлович Обресков     | 1789—1885  | Посланник по совместительству |
| 22 июля 1838 — 1839              | Фёдор Иванович Тютчев             | 1803—1873  | Поверенный в делах            |
| 25 марта 1839 — 19 марта 1853    | Николай Александрович Кокошкин    | 1792—1873  | Посланник по совместительству |